# Antonio Salvi
Antonio Salvi (* 17. Januar 1664 in Lucignano, Großherzogtum Toskana; † 21. Mai 1724 in Florenz) war ein italienischer Librettist.

## Leben
Salvi war im Hauptberuf Arzt am herzoglichen Hof in Florenz. Von 1694 bis 1718 schrieb er Libretti für Theater in Livorno und Florenz; zwischen 1701 und 1710 wurden sieben seiner Werke auch in der Villa von Prinz Ferdinando de’ Medici in Pratolino (dessen Lieblingslibrettist Salvi war) aufgeführt. Nach dem Tod Ferdinandos 1713 dehnte Salvi seinen Wirkungskreis auf Städte außerhalb der Toskana wie Rom, Reggio nell’Emilia, Turin, Venedig und München aus. Seine Libretti wurden von den bekanntesten Komponisten seiner Zeit vertont, darunter Scarlatti, Vivaldi und Händel. 

## Stil
Salvis Werke zeichnen sich durch Einfachheit des Stils, Regelmäßigkeit der Form und Emotionalität des Inhalts aus. Zum Teil spiegelt sich darin der Einfluss des französischen Theaters wider; Salvi bearbeitete u. a. Stücke von Molière.

## Werke
Nicht wenige seiner Libretti wurden mehrfach vertont. Besonders beliebt war die Oper Astianatte (1701); sie wurde u. a. von Antonio Maria Bononcini vertont, der neben Georg Friedrich Händel einer der Stammkomponisten der Londoner Royal Academy of Music war. Diese Vertonung wurde in der Musikgeschichte dadurch berühmt, dass während einer der Vorstellungen dieser Oper am Londoner King’s Theatre am 6. Juni 1727 die sprichwörtliche Rivalität zwischen den beiden Primadonnen der Academy, Faustina Bordoni und Francesca Cuzzoni, eskalierte und sich die beiden auf der Bühne in die Haare gingen und schlugen.
- Astianatte, vertont u. a. von Giacomo Antonio Perti (1701), Antonio Maria Bononcini (1718), Francesco Gasparini (1719), Leonardo Vinci (1727), Giovanni Bononcini (1727) und Niccolò Jommelli (1741); unter dem Titel Andromaca vertont von Leonardo Leo (1742), Giovanni Battista Lampugnani (1749) sowie Davide Perez (1750)
- Arminio, vertont u. a. von Alessandro Scarlatti (1703), Antonio Caldara (1705), Carlo Francesco Pollarolo (1722), Johann Adolph Hasse (1730), Georg Friedrich Händel (1737, → Arminio), Baldassare Galuppi (1747) sowie Gioacchino Cocchi (o. J.)
- Publio Cornelio Scipione (1704), vertont u. a. von Georg Friedrich Händel (1726, → Publio Cornelio Scipione)
- Il gran Tamerlano, vertont von Alessandro Scarlatti (1706) und unter dem Titel Teodorico von Giovanni Porta (1720) sowie als Pasticcio Il trace in catena von Francesco Gasparini u. a. (1717)
- Dionisio re di Portogallo, vertont von Giacomo Antonio Perti (1707) sowie unter dem Titel Sosarme von Georg Friedrich Händel (1732, → Sosarme)
- Ginerva principessa di Scozia, vertont von Giacomo Antonio Perti (1708), Domenico Sarro (1720), G. Sellitto, 1733; Antonio Vivaldi (1736) sowie Ferdinando Bertoni (1753); unter dem Titel Ariodante auch von Carlo Francesco Pollarolo (1716), Georg Friedrich Händel (1735, → Ariodante) und Georg Christoph Wagenseil (1745)
- Berenice regina d’Egitto, vertont von Giacomo Antonio Perti (1709), Domenico Scarlatti & Nicola Antonio Porpora (1718), Francesco Araja (1734) und Georg Friedrich Händel (1737, → Berenice); sowie unter dem Titel Le gare di politica e d’amore von Giovanni Maria Ruggieri (1711)
- Rodelinda regina de’ Longobardi, vertont u. a. von Giacomo Antonio Perti (1710), Georg Friedrich Händel (1725, → Rodelinda) und Carl Heinrich Graun (1741) sowie unter dem Titel Bertarido re de’ Longobardi von Giuseppe Boniventi (1727)
- Lucio Papirio, vertont u. a. von Francesco Gasparini (1714), Luca Antonio Predieri (1715), Leonardo Leo (1735) und Nicola Antonio Porpora (1737)
- Amor vince l’odio overo Timocrate, vertont von Francesco Gasparini (1715)
- Il Tartaro nella Cina, vertont von Francesco Gasparini (1715)
- Amore e maestá (tragedia per musica), vertont von Giuseppe Maria Orlandini (1715), Francesco Gasparini (1720) und Giuseppe Maria Buini (1722); sowie unter dem Titel Arsace von Francesco Gasparini (1718), Domenico Sarro (1718), Giovanni Francesco Brusa (1725); Geminiano Giacomelli (1737), Francesco Feo (1741) und Giovanni Battista Lampugnani (1741)
- Il pazzo per politica, vertont von Luca Antonio Predieri (1717) sowie unter dem Titel Eumene von Tomaso Albinoni (1717)
- Scanderbeg, vertont von Antonio Vivaldi (1718)
- Il carceriero di se stesso, vertont von Giuseppe Maria Orlandini (1720)
- Adelaide, vertont u. a. von Pietro Torri (1722), Nicola Antonio Porpora (1723), Giuseppe Maria Buini (1725), Giuseppe Maria Orlandini (1729), Antonio Vivaldi (1735) und Gioacchino Cocchi (1743) sowie unter dem Titel Lotario von Georg Friedrich Händel (1729, → Lotario)
- Gl’equivoci d’amore e d’innocenza, vertont von Francesco Gasparini (1723)
- Ipermestra, vertont von Geminiano Giacomelli (1724), Antonio Vivaldi (1727) und Francesco Feo (1728)